# M12 (САУ)
155-мм самоходная пушка M12 (англ. 155mm Gun Motor Carriage M12) — самоходная артиллерийская установка США времён Второй мировой войны, класса самоходных пушек, средняя по массе. Известна также под прозвищем «Кинг-Конг» (англ. King Kong), данным ей в войсках. Создана в 1941—1942 годах на базе танка M3 «Ли». Прототип GMC T6 был собран к началу февраля 1942 года. Контракт на изготовление серийных установок получила вагоностроительная компания Pressed Steel Car Company, Питтсбург, штат Иллинойс. В ходе серийного производства с сентября 1942 по март 1943 года было выпущено 100 M12 с использованием шасси М4А1. По результатам испытаний было принято решение модернизировать 75 машин, но фактически на Baldwin Locomotive Works в феврале — мае 1944 года через нее прошли только 74 САУ. В числе прочих улучшений на машинах установили радиостанцию. 
| Модель    | Год   | Январь | Февраль | Март  | Сентябрь | Октябрь | Ноябрь | Декабрь | Всего |
| --------- | ----- | ------ | ------- | ----- | -------- | ------- | ------ | ------- | ----- |
| М12       | 1942  |        |         |       | 1        | 37      | 12     | 10      | 60    |
| М12       | 1943  | 16     | 19      | 5     |          |         |        |         | 40    |
| М12       | Всего | Всего  | Всего   | Всего | Всего    | Всего   | Всего  | Всего   | 100   |
| М30 (Т14) | 1942  |        |         |       |          | 37      | 15     | 8       | 60    |
| М30 (Т14) | 1943  | 14     | 24      | 2     |          |         |        |         | 40    |
| М30 (Т14) | Всего | Всего  | Всего   | Всего | Всего    | Всего   | Всего  | Всего   | 100   |

Самоходка использовала качающуюся часть пушки M1918, являющейся лицензионным вариантом французской 155-мм пушки Фийю образца 1917 года. Для этой цели применялись уже существующие полевые орудия.
Ввиду того, что перевозимый боекомплект установки состоял всего из 10 выстрелов, было принято решение создать на той же базе подвозчик боеприпасов. Первоначально он именовался Cargo Carrier T14. Внутри размещалось 40 выстрелов. Так же машина получила кольцевую турель с крупнокалиберным пулемётом Browning M2HB, которую разместили в боевом отделении. Заказ составил 100 машин, то есть по одному подвозчику на САУ. Так же как и М12, 74 Т14 прошли модернизацию, после чего машина была стандартизирована как М30. Производство и модернизация происходили на тех же фирмах, что и линейные САУ.

## Боевое применение
Дебютировали GMC M12 в Нормандии в июне 1944 года, где высадились два артиллерийских дивизиона — 557-й и 558-й. Каждый из них имел в своём составе 2 батареи (по 6 САУ в каждой). Кроме того GMC M12 поступили на вооружение еще 4 артиллерийских дивизионов (258-й, 987-й, 989-й и 991-й), которые прибыли в Нормандию несколько позже. Боевая эффективность установки оказалась неожиданно высокой.